# 納皮爾岩
62°10′S 58°26′W / 62.167°S 58.433°W

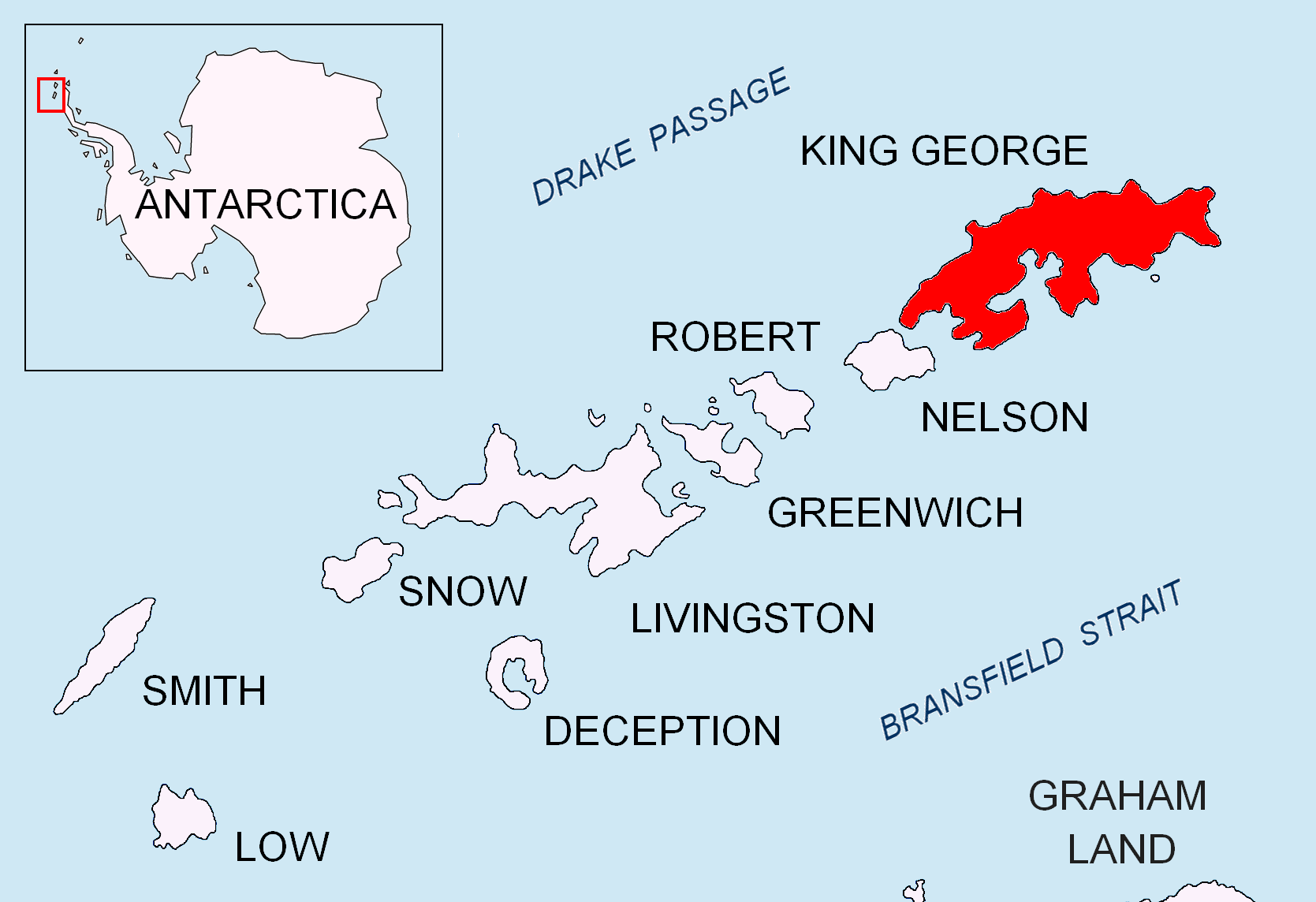

納皮爾岩（Napier Rock），是南極洲的岩石，位於南設得蘭群島的喬治王島，處於湯馬斯角東南面3.2公里，由讓-巴蒂斯特·夏古率領的法國探險隊繪入地圖，現時由南極條約體系管理。